# Ingemar Teever
Ingemar Teever, född 24 februari 1983 i Saue i dåvarande Sovjetunionen, är en estländsk före detta fotbollsspelare. I Sverige är han kanske mest känd för sin tid med Östers IF.

## Spelarkarriär

### Klubblagskarriär
Teever värvades till Öster inför klubbens återkomst i Allsvenskan säsongen 2006. Han spåddes av sportchef Leif Widén bli en allsvensk sensation men lämnade efter två mindre lyckade säsonger Öster för spel i Estland med sin tidigare klubb Nõmme Kalju. Efter en succéartad utlåning till hemlandet, han vann skytteligan i Meistriliiga 2008, skrev han på för klubben permanent.
Teever vann den estniska skytteligan en gång till, 2015 då han spelade för Levadia Tallinn. Han blev utsedd till den bäste spelaren i ligan 2015. Efter säsongen valde han att sluta spela fotboll på elitnivå men höll sig i form med att spela korgboll och strandfotboll samtidigt som han spelade sex matcher för Zenit Tallinn i den estniska tredjedivisionen.
Efter ett sabbatsår bestämde sig Teever för att göra comeback och skrev på för Levadia över säsongen 2017. Efter säsongen lade han på nytt skorna på hyllan. Han har framhävt brist på motivation som en av anledningarna till den avslutade karriären.
Teever vann Meistriliiga tre gånger under sin karriär, en gång med TVMK och två gånger med Levadia.

### Landslagskarriär
Ingemar Teever har representerat det estländska fotbollslandslaget. Debuten kom då han byttes in mot Kanada 2003.
Efter åtta års landslagsfrånvaro fick han chansen på nytt av dåvarande förbundskaptenen Magnus Pehrsson.
Han gjorde fyra mål i landslagsdressen, två i vänskapsmatcher och två i kvalet till VM 2006.
| Datum            | Plats                                    | Motståndare | Mål | Slutresultat | Tävling           |
| ---------------- | ---------------------------------------- | ----------- | --- | ------------ | ----------------- |
| 30 maj 2004      | A. Le Coq Arena, Tallinn                 | Makedonien  | 2–3 | 2–4          | Vänskapsmatch     |
| 4 september 2004 | A. Le Coq Arena, Tallinn                 | Luxemburg   | 1–0 | 4–0          | Kval till VM 2006 |
| 13 oktober 2004  | Skontostadion, Riga                      | Lettland    | 2–1 | 2–2          | Kval till VM 2006 |
| 16 november 2005 | Miejski Stadion, Ostrowiec Świętokrzyski | Polen       | 1–2 | 1–3          | Vänskapsmatch     |

## Personligt
Under tiden i Sverige agerade Kaspars Gorkšs pappa rådgivare till Teever. Ingemar Teever är god vän med Tarmo Neemelo som också spelat fotboll i Sverige, för Helsingborgs IF och GIF Sundsvall.